# Ålands voetbalelftal (mannen)
Het Ålands voetbalelftal is een team van voetballers dat de Finse autonome eilandengroep Åland vertegenwoordigt bij internationale wedstrijden. Åland is geen lid van de FIFA en de UEFA en is dus uitgesloten voor deelname aan het WK en het EK.

## Bekend (oud-)spelers
- Anders Överström
- Wilhelm Ingves

1 CONCACAF-lid · 2 geassocieerd CAF-lid · 3 geassocieerd OFC-lid · 4 geassocieerd AFC-lid